# Panlogisme
In de metafysica is panlogisme (pan = alles, logisme = verstandelijke gevolgtrekking) een doctrine van Georg Hegel (1770-1831), die stelt dat het universum en alles wat er in is de handeling of de realisatie is van de logica zelf (Logos).
Hegel stelde: we hebben alleen van onze begrippen en voorstellingen enige zekerheid, en het enige reële-zijn is de 'absolute idee' (absoluut idealisme). De absolute idee ontwikkelt zich dialectisch; is in aanvang niets behalve dat ze ’is’. Alles is slechts een trap in de ontwikkeling van die absolute idee, zodat de rede (de logica) niet van de werkelijkheid, en de werkelijkheid (gans het universum) niet van de rede verlaten is.
Overigens zijn ook slechts de logica en de eeuwige  wis- en natuurkundige wetmatigheden absoluut en noodzakelijk en moet bijgevolg al het overige daaraan contingent zijn.